# Aleksander Lesun
Aleksander Lesun, né le 1er juillet 1988, est un athlète biélorusse devenu russe en 2009. Double champion du monde en individuel en 2012 et 2014, il remporte les Jeux olympiques d'été de 2016 en établissant un nouveau record olympique.

## Biographie
Aleksander Lesun naît à Borissov en Union soviétique. Biélorusse, il commence la natation à l'âge de 6 ans.. Alors que l'équipe biélorusse ne souhaite pas le retenir, l'entraîneur russe le contacte pour qu'il rejoigne l'équipe russe. À 21 ans, après avoir arrêté la compétition près d'une année, il obtient la nationalité sportive russe et remporte à deux reprises le championnat russe de triathlon. En 2010, il termine deuxième du championnats du monde de pentathlon moderne.
Aux Jeux olympiques d'été de 2012, Aleksander Lesun termine quatrième, entraînant une grande déception. Attendu aux Jeux olympiques d'été de 2016, après ses titres de champions du monde en 2012 et 2014, il bat le record olympique en escrime avec 268 points puis finit 22e en natation. Maintenant son avance en équitation, il aborde les dernières épreuves, la course à pied et le tir sportif combinés, avec une large avance sur ses adversaires. Champion olympique, il établit également un nouveau record olympique avec 1479 points. À la suite de ce succès olympique, il est désigné sportif russe de l'année 2016 et récompensé par le Ministre du sport russe.

## Palmarès
| Discipline/Année                         | 2008 | 2009 | 2010 | 2011 | 2012 | 2013 | 2014 | 2015 | 2016 | 2017 |
| ---------------------------------------- | ---- | ---- | ---- | ---- | ---- | ---- | ---- | ---- | ---- | ---- |
| Jeux olympiques Individuel               | -    | -    | -    | -    | 4    | -    | -    | -    | 1    | -    |
| Championnats du monde seniors Individuel | -    | -    | 2    | 2    | 1    | 3    | 1    | 2    | 2    | -    |
| Championnats du monde seniors Équipe     | -    | -    | -    | 1    | 2    | 2    | -    | -    | -    | 3    |
| Championnats du monde seniors Relais     | -    | -    | 3    | -    | -    | 3    | -    | -    | -    | -    |
| Coupe du monde seniors Individuel        | -    | -    | -    | 2    | -    | -    | 1    | -    | -    | -    |
| Championnats d'Europe seniors Individuel | -    | -    | -    | -    | -    | 3    | 1    | -    | -    | -    |
| Championnats d'Europe seniors Équipe     | -    | -    | -    | 1    | 1    | -    | -    | 2    | -    | -    |
| Championnats d'Europe seniors Relais     | -    | -    | -    | -    | -    | -    | -    | -    | 1    | -    |

Ce palmarès n'est pas complet.